# Pattinaggio di velocità in linea ai Giochi mondiali 2022 - 200 metri time trial maschile
La gara dei 200 metri time trial femminile di pattinaggio di velocità in linea ai Giochi mondiali 2022 si è svolta l'8 luglio 2025 a Birmingham.

## Risultati

### Qualificazione
| Pos | Atleta              | Nazione       | Tempo  | Note |
| --- | ------------------- | ------------- | ------ | ---- |
| 1   | Duccio Marsili      | Italia        | 17.890 | Q    |
| 2   | Andrés Jiménez      | Colombia      | 17.977 | Q    |
| 3   | Ricardo Verdugo     | Cile          | 18.013 | Q    |
| 4   | Yvan Sivilier       | Francia       | 18.034 | Q    |
| 5   | Kuo Li-yang         | Taipei cinese | 18.059 | Q    |
| 6   | Jorge Luis Martínez | Messico       | 18.200 | Q    |
| 7   | Simon Albrecht      | Germania      | 18.205 | Q    |
| 8   | Francisco Reyes     | Argentina     | 18.416 | Q    |
| 9   | Dhanush Babu        | India         | 18.464 |      |
| 10  | Walter Urrutia      | Guatemala     | 18.668 |      |
| 11  | Jose Moncada        | Paraguay      | 18.751 |      |
| 12  | Bayron Siles        | Costa Rica    | 18.956 |      |
| 13  | James Sadler        | Stati Uniti   | 19.277 |      |

### Finale
| Pos | Atleta              | Nazione       | Tempo  | Note |
| --- | ------------------- | ------------- | ------ | ---- |
| 1   | Duccio Marsili      | Italia        | 17.835 |      |
| 2   | Andrés Jiménez      | Colombia      | 17.873 |      |
| 3   | Yvan Sivilier       | Francia       | 18.009 |      |
| 4   | Kuo Li-yang         | Taipei cinese | 18.067 |      |
| 5   | Ricardo Verdugo     | Cile          | 18.102 |      |
| 6   | Francisco Reyes     | Argentina     | 18.193 |      |
| 7   | Simon Albrecht      | Germania      | 18.245 |      |
| 8   | Jorge Luis Martínez | Messico       | 18.296 |      |